# Benton (Tennessee)
Pour les articles homonymes, voir Benton.
La ville américaine de Benton est le siège du comté de Polk, dans l’État du Tennessee. Lors du recensement de 2010, sa population s’élevait à 1 385 habitants.

## Source
- (en) Cet article est partiellement ou en totalité issu de l’article de Wikipédia en anglais intitulé « Benton, Tennessee » (voir la liste des auteurs).